# Station Weiterstadt
Station Weiterstadt is een spoorwegstation in de Duitse plaats Weiterstadt. Het station werd in 1858 geopend aan de Rhein-Main-Bahn.